# Lloyd Quarterman
Lloyd Albert Quarterman (31. května 1918 – červenec 1982) byl americký chemik, který se zabýval zejména studiem fluoru. Během druhé světové války byl jedním z afroamerických vědců, kteří se podíleli na projektu Manhattan.

## Život
Bakalářský titul získal v roce 1943 na St. Augustine's University ve městě Raleigh. Ihned po dostudování byl najat do projektu Manhattan. Quarterman byl především zodpovědný za návrh a konstrukci speciálního destilačního systému pro čištění velkého množství fluorovodíku. Tento fluorovodík měl být použit k oddělení izotopu uranu U-235 pro sestavení atomových bomb. U-235, kterou Quarterman pomohl nashromáždit, byla použita k výrobě Little Boye, bomby, která byla svržena na Hirošimu. Quarterman postupně pracoval ve dvou laboratořích. Na Chicagské univerzitě spolupracoval s Enricem Fermim, na Kolumbijské univerzitě s Albertem Einsteinem. Po válce byl Quartermanovi předán certifikát potvrzující jeho podíl na vývoji atomové bomby a na ukončení druhé světové války.
Po konci války pracoval v nové národní laboratoři Argonne v Chicagu, kde nakonec strávil třicet let. V Argonne byl Quarterman v letech 1943 až 1949 asistentem přidruženého výzkumného vědce a chemika. Pomáhal s prvním jaderným reaktorem pro ponorky s atomovým pohonem. Magisterský titul dokončil v roce 1952 na Severozápadní univerzitě. Po promoci Quarterman pokračoval ve své práci s flourem, syntetizoval nové sloučeniny reakcí flouru s vzácnými plyny, zejména xenonem. Tyto sloučeniny byly překvapivé, protože vzácné plyny byly v té době považovány za neschopné se slučovat s jinými atomy. V roce 1971 mu St. Augustine's University udělila čestný doktorát.
Mimo vědecký výzkum byl členem National Association for the Advancement of Colored People a podporoval zvýšení dostupnosti vědeckého studia pro Afroameričany.